# 대전문정초등학교
대전문정초등학교(大田文貞初等學校)는 대한민국 대전광역시 서구 둔산동에 있는 공립 초등학교이다.

## 학교 연혁
- 1992년 5월 13일 : 대전문정국민학교 개교
- 1993년 2월 17일 : 제1회 졸업(377명)
- 1993년 3월 2일 : 40학급 편성(2192명)
- 1993년 6월 3일 : 6개 교실 증축
- 1994년 3월 1일 : 49학급 편성
- 1994년 12월 25일 : 11개 교실 증축
- 1996년 3월 1일 : 대전문정초등학교로 개칭
- 1996년 9월 20일 : 급식 실시
- 1999년 6월 18일 : 에너지 절약 교육부지정 시범학교운영(2년간)
- 2004년 12월 21일 : 3개 교실 증축
- 2008년 9월 1일 : 도서실, 과학실, 방송실, 보건실 현대화 사업
- 2009년 3월 1일 : 화장실, 영어전용실 현대화 사업
- 2010년 3월 1일 : 에너지절약 시교육청지정 시범학교운영(2년간)
- 2010년 11월 5일 : 학교공원화사업 준공
- 2011년 3월 1일 : 에너지 절약 시교육청지정 시범학교 운영(2년간)
- 2011년 6월 28일 : 급식실, 문정관 개관
- 2012년 3월 1일 : 사교육 절감 시교육청지정 연구학교 운영(1년간)
- 2013년 3월 1일 : 36학급 편성, 사교육 절감형 창의ㆍ인성학교 운영(3년간)
- 2015년 2월 16일 : 제23회 졸업(졸업생 150명, 총 졸업생수 7,770명)
- 2015년 3월 1일 : 33학급 편성

## 사진

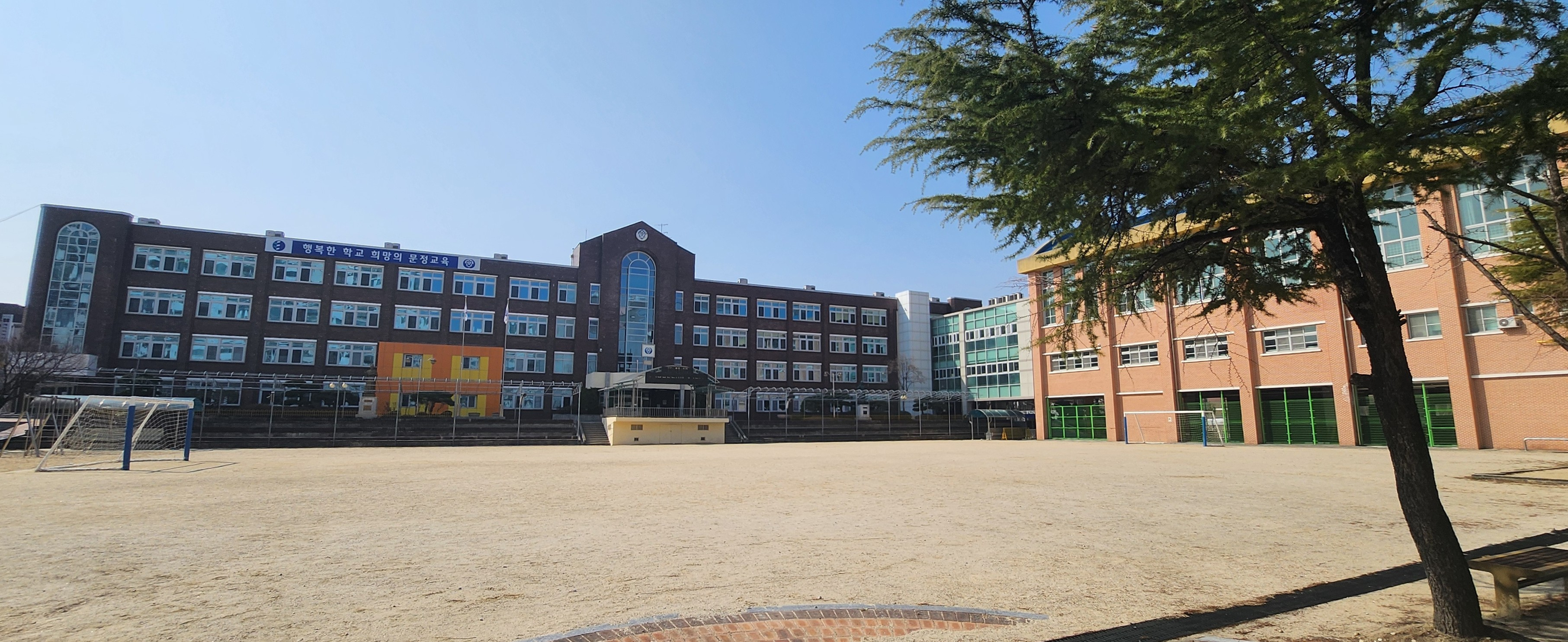
대전문정초등학교 운동장
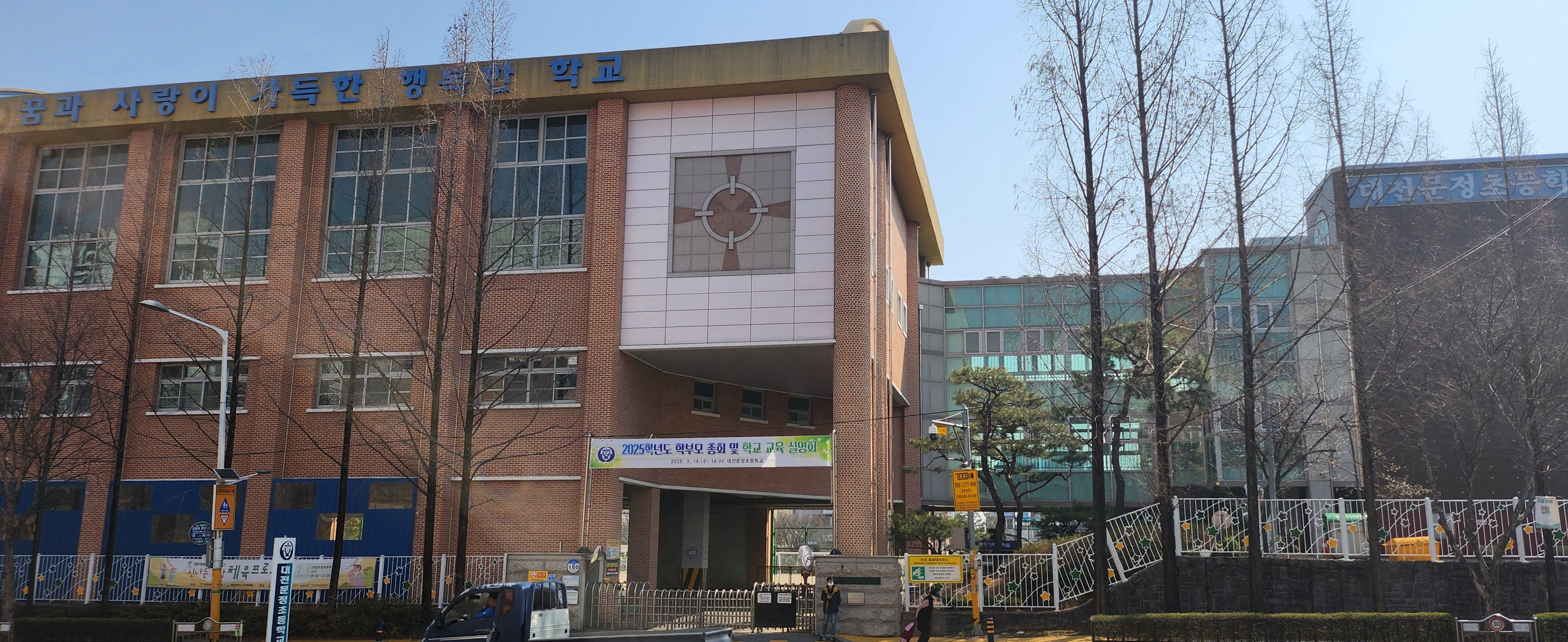
대전탄방중학교에서 바라본 모습

## 참고 자료
- 대전문정초등학교 - 한국교육학술정보원 학교알리미